# Secret Base
Pro Wrestling Secret Base (プロレスリング・SECRET BASE Puroresuringu SECRET BASE?), también conocida como Secret Base, es una empresa de lucha libre profesional japonesa.
Creada por los miembros de Pro Wrestling El Dorado después de su desaparición, Secret Base empezó a celebrar eventos mensualmente en 2009, siendo la organización de luchadores de Toryumon más longeva hasta la fecha después de Dragon Gate.

## Campeonatos
| Campeonato                                       | Campeón actual                  | Obtenido el           |
| ------------------------------------------------ | ------------------------------- | --------------------- |
| Captain of the Secret Base Championship          | Amigo Suzuki                    | 14 de abril de 2019   |
| Captain of the Secret Base Tag Team Championship | Mototsugu Shimizu & MEN's Teioh | 20 de octubre de 2019 |